# Accident à la gare de Kyoto (janvier 1934)

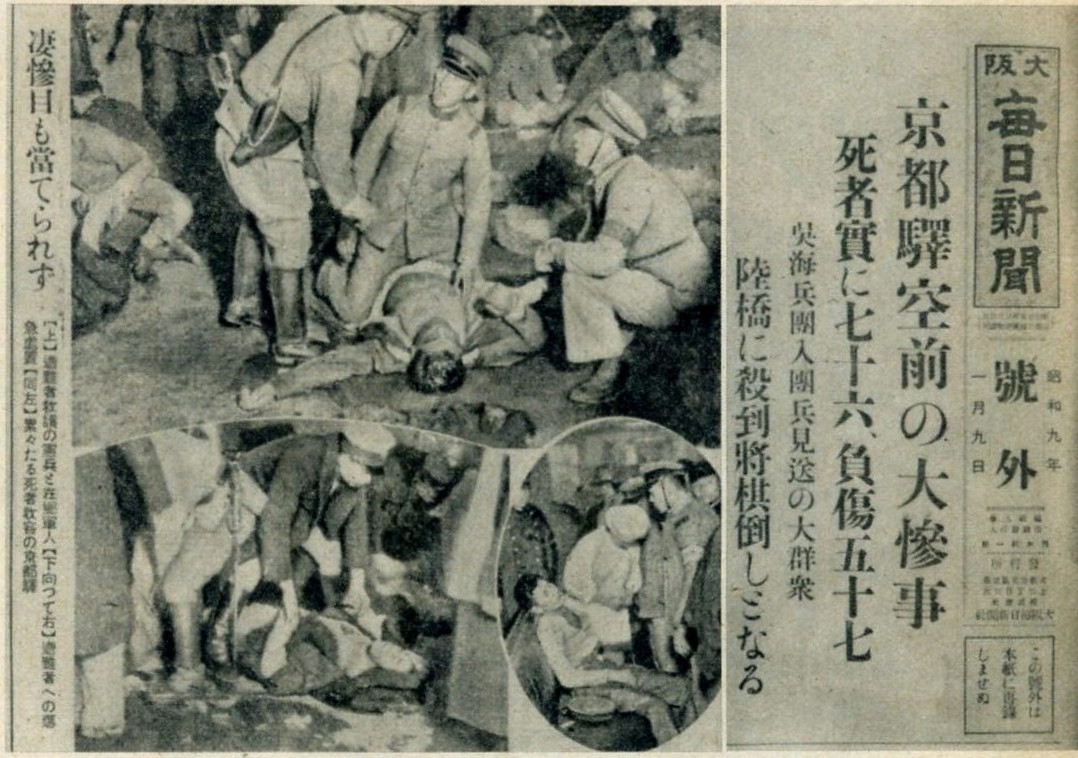
Accident de janvier 1934 - gare de Kyoto selon le Mainichi shinbun

L'accident de la passerelle de la gare de Kyoto est survenu le 8 janvier 1934 (Showa 9) dans les locaux de la gare de Kyoto dans le quartier de Shimogyo. Ce drame a fait 77 morts. C'est la conséquence d'un mouvement de foule.

## Résumé de l'accident
Le 8 janvier 1934, un train spécial devait partir de la gare de Kyoto pour transporter 715 conscrits de la Marine impériale japonaise qui devaient rejoindre la base navale de Kure, dans la préfecture de Hiroshima .
Le convoi devait quitter Kyoto à 22 h 22 ce jour-là, mais dès le début de la journée, la gare était bondée de personnes qui voulaient voir partir les recrues (on estime qu'il y avait plusieurs milliers d'accompagnants, dont les parents des nouvelles recrues, les associations de jeunes et de militaires). En raison de l'affluence, il n'y avait pas de place pour tout le monde sur le quai n°1, qui faisait face à la porte des billets (entrée centrale).
Le personnel de la gare, sentant le danger, décide de diriger la foule vers le quai n°3. Il essaie de faire descendre la foule vers ce quai depuis la passerelle est, en évitant la passerelle ouest où il y avait déjà beaucoup de monde, mais les escaliers menant au quai étaient également déjà largement encombrés de ce côté, rendant tout déplacement  impossible.
Vers 22 h 00, une bousculade s'est produite au milieu de l'escalier :  près de 150 personnes sont écrasées, 77 sont mortes et 74 ont été blessées,. Parmi les décès, on compte la jeune star du cinéma muet Shizue Hara, qui travaillait pour les studio Shinko Kinema, et deux soldats du contingent. Selon Branko Vukelić (en), correspondant pour le quotidien serbe Politika et espion dans le réseau de Richard Sorge, la jeune femme accompagnait son fiancé conscrit dans la marine.